# Joy Harjo
Joy Harjo (Tulsa, 9 de maio de 1951) é uma poetisa, musicista, dramaturga e escritora norte-americana, considerada uma poeta laureada dos Estados Unidos.